# René Vandereycken
René Vandereycken (* 22. července 1953, Hasselt) je bývalý belgický fotbalista. Nastupoval především na postu záložníka. S belgickou reprezentací získal stříbrnou medaili na mistrovství Evropy v roce 1980, nastoupil ve všech čtyřech belgických zápasech na turnaji, včetně finálového, ve kterém vstřelil i branku (z penalty). Zúčastnil se také mistrovství světa v roce 1982, kde Belgie skončila na 4. místě, avšak do bojů nezasáhl. Hrál na mistrovství Evropy v roce 1984, kde si připsal tři starty. Za národní tým nastupoval v letech 1975–1986 a odehrál za něj 50 utkání, v nichž vstřelil tři góly. Na klubové úrovni hrál za Bruggy (1974–1981), FC Janov (1981–1983), Anderlecht Brusel (1983–1986), Blau-Weiß Berlin (1986–1987) a KAA Gent (1987–1989). S Bruggami si zahrál finále Poháru mistrů 1977–78 a finále Poháru UEFA 1975–76. S Anderlechtem přidal své třetí pohárové finále, Poháru UEFA 1983–84. Šestkrát se stal mistrem Belgie, čtyřikrát s Bruggami (1975–76, 1976–77, 1977–78, 1979–80), dvakrát s Anderlechtem (1984–85, 1985–86). V dresu Brugg jednou triumfoval v belgickém poháru (1976–77). Po skončení hráčské kariéry se stal trenérem, v roce 1991 byl vyhlášen belgickým trenérem roku. V letech 2006–2009 trénoval belgickou reprezentaci.